# SC Concordia Hamburg
Der SC Concordia von 1907 e. V. – bekannt als SC Concordia Hamburg, Concordia Hamburg oder  SC Concordia – war ein Sportverein in Hamburg. Er bot die Sportarten Fußball, Handball, Karate, Jiu Jitsu, Gymnastik, Tennis, Tischtennis, Darts, Schach, Judo und Behindertensport an. Im Jahr 2013 fusionierte der Verein mit dem TSV Wandsbek-Jenfeld zum Wandsbeker TSV Concordia.

## Geschichte der Fußballabteilung
Concordia oder „Cordi“, so der Spitzname, wurde am 9. Mai 1907 gegründet. In der Saison 1918/19 half man in einer Spielgemeinschaft vorübergehend einem der Vorläufer des HSV, dem SC Germania 87, über die Runden, was man dort nicht vergaß. In den Spielzeiten 1919/20 und von 1921/22 bis 1926/27 spielte der Klub in der jeweils höchsten Spielklasse. Nach dem Abstieg 1927 begann man die Nachwuchsarbeit zu fördern, was bis heute den Verein aus Wandsbek berühmt macht. 1939 gelang erneut der Sprung in die oberste Spielklasse, in der Gauliga Nordmark konnte man sich bis 1941 halten.
1947 war man als Tabellendritter der Stadtliga Hamburg Gründungsmitglied der Oberliga Nord. Aus der Saison 1947/48 stammt der höchste Zuschauerschnitt aller Zeiten von 13.545, allerdings im (alten) Stadion Millerntor, da der eigene Platz nicht genügte. 1950 erreichte man die höchste Platzierung aller Zeiten: sechster Platz in der Oberliga Nord. In den nächsten Saisons geriet man dann öfter in Abstiegsgefahr, konnte seit 1951 jedoch wieder auf eigenem Platz spielen.
1952/53 setzte der SC zu einem Siegeszug im Pokal an, schlug Borussia Dortmund und den VfB Mühlburg jeweils vor eigenem Publikum 4:3, ehe im Viertelfinale das Aus gegen den SV Waldhof Mannheim kam. In derselben Saison stieg man ab. In den beiden nächsten Jahren scheiterte man jeweils in der Aufstiegsrunde. 1956 war Concordia wieder Mitglied der Oberliga und hatte pro Heimspiel durchschnittlich 6400 Zuschauer.
Der Zuschauerzuspruch sank ab 1961 merklich, was an dem unglücklichen Umstand lag, dass das Stadion durch Straßenbaumaßnahmen auf einmal von den Hauptverkehrswegen abgeschnitten war und z. B. der Bus nicht mehr bis zum Stadion fuhr.
Mit dem Ende der Oberliga spielte man von 1963 an in der Regionalliga, kam jedoch übers Mittelfeld nicht hinaus. Nach dem Abstieg 1970 drohte der Verein in der Versenkung zu verschwinden, kehrte jedoch in der letzten Saison der Regionalliga noch einmal zurück, qualifizierte sich jedoch nicht für die neue 2. Bundesliga.

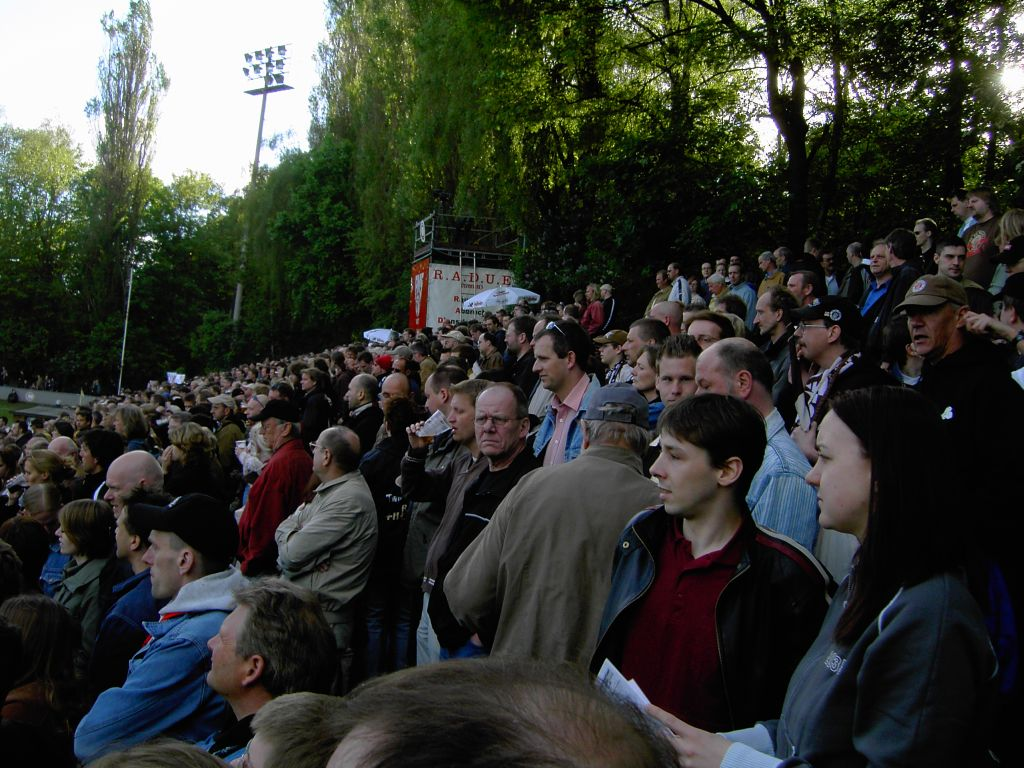
Nunmehr Vergangenheit: gut gefüllte Ränge im Stadion Marienthal beim Halbfinale im Oddset-Pokal gegen den FC St. Pauli am 14. Mai 2006

In den folgenden 17 Jahren spielte man in der nur mehr drittklassigen Oberliga Nord meistens recht unspektakulär im Mittelfeld mit. Zu den Höhepunkten gehörte die Qualifikation für die Deutsche Amateurmeisterschaft im Jahr 1976, bei der die Mannschaft den dritten Platz erreichte. 1981/82 spielte sich Concordias Stürmer Frank Neubarth in das Blickfeld von Bundesligavereinen, wurde als bester Spieler der Saison in der Oberliga Nord ausgezeichnet und letztlich von Werder Bremen verpflichtet. In der Saison 1983/84 weckten mit Thorsten Koy und Jörg Steffens zwei weitere junge Concordia-Spieler das Interesse von Bundesligisten und wurden unter anderem von Borussia Dortmund beobachtet. Steffens, der 20 Saisontore erzielt hatte, erhielt 1984 ebenfalls ein Angebot des 1. FC Saarbrücken, blieb aber beim SC Concordia. Im März 1985 spielte mit Mathias Rauls wieder ein Concordia-Talent bei einem Bundesligisten vor und nahm beim Hamburger SV an einem Probetraining teil. Koy wechselte 1986 zum FC St. Pauli. Pünktlich zur Wiedereinführung der Regionalliga 1994 kehrte man für ein Intermezzo von drei Jahren zurück.
2000 drohte zeitweise aufgrund finanzieller Engpässe die Vereinsauflösung, die jedoch verhindert werden konnte. In der Verbandsliga, der 5. Liga, fing man sich wieder. Unter Trainer Marc Fascher gelang die Rückkehr in die Oberliga. Als man 2004 in der Oberliga wochenlang die Tabelle anführte, wurde dem SC Concordia sogar die Chance geboten, in die Regionalliga Nord aufzusteigen, dieser lehnte jedoch ab, weil man das Stadion hätte umbauen müssen, was über den Etat hinausgegangen wäre.
2005 folgte der Abstieg aus der neuen Oberliga Nord und man fand sich nach drei Jahren in der Verbandsliga wieder, verfehlte jedoch knapp den Aufstieg. 2009 qualifizierte sich der Verein durch einen Sieg im Hamburger Verbandspokal erstmals seit 1987 wieder für die erste Hauptrunde des DFB-Pokals, in der er gegen den Zweitligisten TuS Koblenz im Stadion Hoheluft mit 0:4 (0:3) unterlag. Nach einer schwachen Saison 2009/10 entging der Club als Tabellen-Vierzehnter nur knapp dem Abstieg, dieser ereilte die Mannschaft aber in der folgenden Spielzeit. Erstmals in seiner Geschichte spielte Concordias erste Mannschaft ab der Saison 2011/12 nur sechstklassig in der Landesliga Hamburg (Staffel Hansa). Die zweite Mannschaft spielte 2011/12 ebenfalls in der Landesliga (Staffel Hammonia), stieg dort jedoch als Tabellenvorletzter ab.

### Ligazugehörigkeit der Fußballabteilung in der Übersicht
| Zeitraum        | Liganame                               | Spielklasse               |
| --------------- | -------------------------------------- | ------------------------- |
| 1910/11–1911/12 | NFV Bezirk III 1c-Klasse               | drittklassig              |
| 1912/1913       | NFV Bezirk III 1b-Klasse               | zweitklassig              |
| 1913/1914       | NFV Bezirk III 1b-Klasse               | drittklassig              |
| 1914/15–1918/19 | NFV Bezirk III B-Klasse                | zweitklassig              |
| 1919/1920       | Liga (auch: A-Klasse) Hamburg/Altona   | erstklassig               |
| 1920/1921       | A-Klasse Hamburg/Altona                | zweitklassig              |
| 1921/22–1926/27 | Norddeutsche Liga Alsterkreis          | erstklassig               |
| 1927/1928       | A-Klasse Hamburg Klasse A 3            | zweitklassig              |
| 1928/1929       | A-Klasse Hamburg Klasse A 3            | zweitklassig              |
| 1929/1930       | Bezirksliga Hamburg, Alster-Staffel    | zweitklassig              |
| 1930/1931       | A-Klasse Hamburg Klasse A 4            | drittklassig              |
| 1931/32–1932/33 | Bezirksliga Hamburg Alster-Staffel     | zweitklassig              |
| 1933/34–1935/36 | Bezirksklasse Hamburg Hansa-Staffel    | zweitklassig              |
| 1936/1937       | Bezirksklasse Hamburg Hammonia-Staffel | zweitklassig              |
| 1937/38–1938/39 | Bezirksklasse Hamburg Germania-Staffel | zweitklassig              |
| 1939/1940       | Gauliga Nordmark Staffel A             | erstklassig               |
| 1940/1941       | Bereichsklasse Nordmark                | erstklassig               |
| 1941/1942       | 1. Klasse Hamburg Hammonia-Staffel     | zweitklassig              |
| 1942/1943       | 1. Klasse Hamburg Germania-Staffel     | zweitklassig              |
| 1943/1944       | 1. Klasse Hamburg Hammonia-Staffel     | zweitklassig/scheidet aus |
| 1944/1945       | Spielbetrieb eingestellt               | -                         |

| Zeitraum  | Liganame                            | Spielklasse   |
| --------- | ----------------------------------- | ------------- |
| 1945–1947 | Stadtliga Hamburg                   | erstklassig   |
| 1947–1953 | Oberliga Nord                       | erstklassig   |
| 1953–1956 | Amateurliga Hamburg                 | zweitklassig  |
| 1956–1963 | Oberliga Nord                       | erstklassig   |
| 1963–1970 | Regionalliga Nord                   | zweitklassig  |
| 1970–1973 | Landesliga Hamburg                  | drittklassig  |
| 1973/1974 | Regionalliga Nord                   | zweitklassig  |
| 1974–1991 | Amateur-Oberliga Nord               | drittklassig  |
| 1991–1994 | Verbandsliga Hamburg                | viertklassig  |
| 1994–1997 | Regionalliga Nord                   | drittklassig  |
| 1997–2000 | Oberliga Hamburg/Schleswig-Holstein | viertklassig  |
| 2000/2001 | Verbandsliga Hamburg                | fünftklassig  |
| 2001–2004 | Oberliga Hamburg/Schleswig-Holstein | viertklassig  |
| 2004/2005 | Oberliga Nord                       | viertklassig  |
| 2005–2008 | Verbandsliga Hamburg                | fünftklassig  |
| 2008–2011 | Oberliga Hamburg                    | fünftklassig  |
| 2011–2013 | Landesliga Hamburg                  | sechstklassig |

## 2. Mannschaft
Während die erste Mannschaft sich in der Oberliga Nord etabliert hatte, stieg die 2. Mannschaft als Concordia (Am.) 1960 in die zweitklassige Amateurliga Hamburg auf. Die erste Saison schloss das Team auf einem guten vierten Platz ab. Die folgende Saison beendeten sie mit einer völlig ausgeglichenen Bilanz (je 10 Siege, Unentschieden und Niederlagen), waren ab der folgenden Saison jedoch in den Abstiegskampf verwickelt. 1963/64 war die Amateurmannschaft weiterhin eine Spielklasse unter der 1. Mannschaft, die nun in der Regionalliga Nord spielte, angesiedelt. Doch mit dem Abstieg der Amateure 1964/65 endete die Präsenz der 2. Mannschaft in der höchsten Hamburger Liga.

## Bekannte Spieler
- Holger Aden
- Marinus Bester
- Justus Eccarius
- Holger Gerwalt
- Rolf Gronau
- Karim Guédé
- Werner Heitkamp
- Paul Janke
- Jan-Philipp Kalla
- Klaus Klock
- Uwe Knodel
- Kreso Kovacec
- Thorsten Koy
- Robert Matiebel
- Frank Neubarth
- Holger Obermann
- Erwin Reinhardt
- Reinhard Rietzke
- Günter Schlegel
- Oliver Schweißing
- Holger Stanislawski
- Marco Stier
- Jonathan Tah
- Piotr Trochowski
- Jürgen Weidlandt
- Peter Wiehle
- Kwasi Okyere Wriedt
- Davud Yaqubi

## Stadion

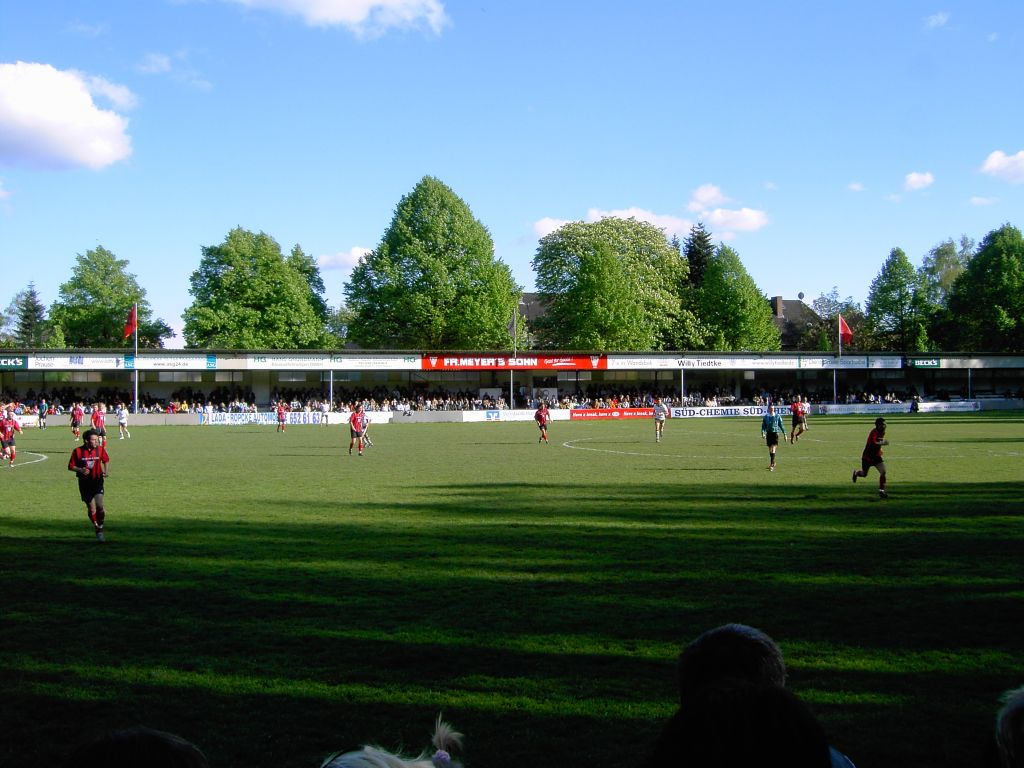
Haupttribüne des Stadions Marienthal (14. Mai 2006)

Die Heimspiele trug der SC Concordia bis zum Ende der Saison 2008/09 vornehmlich am Freitagabend im Stadion Marienthal aus. Das mitten im Wohngebiet gelegene Stadion wurde 1924 eröffnet. In seiner heutigen Form wurde das Stadion 1952 direkt vor dem Pokalspiel gegen Borussia Dortmund fertiggestellt. Erst in der Nacht vor dem Spiel baute man den Stehwall. Die 14.000 Besucher des Oberligaspiels zwischen dem SC Concordia und dem Hamburger SV am 20. Januar 1952 stellten einen Zuschauerrekord auf. Erreicht wurde dieser durch eine eigens aufgebaute Zusatztribüne. Zur Saison 1957/58 wurde das Stadion mit einer Flutlichtanlage ausgestattet. Das Stadion bot zuletzt Platz für etwa 6.500 Zuschauer. Die Anlage besitzt auch eine Tribüne mit Platz für 800 Personen.
Zum 30. Juni 2009 wurde das Stadion Marienthal aus betriebswirtschaftlichen Gründen geschlossen. Ab der Saison 2009/10 trug der Verein seine Heimspiele im Sportpark Hinschenfelde aus, ehe der Verein 2012 an den Sportplatz Bekkamp in Hamburg-Jenfeld umzog.

## Schachabteilung
Die Schachabteilung des SC Concordia wurde 1952 gegründet und schloss sich 1967 mit dem SK Palamedes zusammen, der zwischen 1961 und 1965 viermal an der Endrunde zur deutschen Mannschaftsmeisterschaft teilgenommen hatte.
In der Endrunde der Deutschen Mannschaftsmeisterschaft im Schach 1970 wurde die Deutsche Mannschaftsmeisterschaft gewonnen, nach Einführung der (viergleisigen) Bundesliga gehörte der SC Concordia dieser in der Saison 1974/75 und von 1977 bis 1980 an. Aufgrund der Einführung der eingleisigen Schachbundesliga musste der SC Concordia 1980 als Fünfter der 1. Bundesliga Nord in die 2. Bundesliga absteigen und spielte in dieser Klasse bis 1982 sowie in der Saison 1984/85.
Im Jahr 2013 spielte die Schachabteilung des SC Concordia in der Stadtliga Hamburg (fünfte Stufe der Ligenpyramide), seitdem gehört die Schachabteilung des Wandsbeker TSV Concordia als deren Nachfolgerin dieser Klasse an.
Im Herbst 1977 gründeten vor allem die damaligen Jugendtrainer sowie fast alle Jugendspieler der Schachabteilung Palamedes einen eigenen Verein, den SC Diogenes, der 1995 selbst für eine Spielzeit die 2. Bundesliga Nord erreichte.

## Handballabteilung
In den 1950er und 1960er Jahren war auch die Handballabteilung erfolgreich. Die Damenmannschaft wurde 1964 Hamburger Meister und spielte gegen Holstein Kiel um die norddeutsche Meisterschaft.

## Tischtennisabteilung
Nach dem Zweiten Weltkrieg war auch die Tischtennisabteilung erfolgreich. Die Herrenmannschaft spielte in den 1950er Jahren in der Stadtliga, der höchsten Hamburger Spielklasse. Die Damenmannsthaft erreichte diese Spielklasse in den 1960er Jahren.